# Ourøgade
Ourøgade er en gade beliggende på Østerbro mellem Bryggervangen og Tåsingegade. Den er ca. 400 meter lang.

## Gadens historie
Gaden fik sit navn i 1929 og tilhører gruppen af ø-gadenavne. Perioden mellem 1908 og 1929 hed den Overøgade. Ourø er en ældre stavemåde for Orø, der ligger i Sjællands Isefjord.
I midten af 1900-tallet lå Fiducia fabrikken i nr. 1. I Ourøgade 29 fandt man K.F.U.M.s boldklub på tredje sal, frugthandler A. Hansen var i nr. 35. Ismejeri N.C. Jørgensen lå i nr. 40. og der var hele to cigarhandlere i gaden, nr. 24 Arthur Olsen og i nr. 42, Hans Falk.

## Nævneværdige bygninger
Nr.10-20 fra 1958 er røde mursten, men i blokforbandt, ikke den ellers så almindelige krydsforbandt. Det giver et strengere udtryk, hvilket stemmer fint overens med de store kvadratiske vinduer og brystningen af betonplader.
Genboen er en karré fra 1934. Huset har typiske modernistiske træk som store vinduer, hvide altaner og har for nylig fået zinkklædte kviste med franske altaner.
Solgården tegnet af Henning Hansen er murstensbyggeri fra 1931, åbnet for solen, lukket for uvedkommende: Skiltet ind til gården, hvor hoveddørene er, er i blå emalje og i samme skrifttype som københavnske gadeskilte 1929-89. ”Privat ejendom! Uvedkommende adgang forbudt!”
Gårdanlægget er i fin funktionalistisk stil og anlagt af den største danske landskabsarkitekt gennem tiderne, Carl Theodor Sørensen (1893-1979). I 1930’erne var københavnske baggårde som regel tætbebyggede med flere rækker af baghuse, ofte med småindustri og værksteder, derfor var det en stor nyskabelse med en stor græsplæne i midten, legeplads og godt lysindfald fra gårdsiden. Servicefunktioner som skralde- og cykelskure er tæt på huset, og det er let for skraldevognene og andre at komme til på den asfalterede vej.
Alle huller til døre og vinduer er markerede med en lille kant af gule mursten.